# Vértesi Arnold
Vértesi Arnold, teljes nevén Vértesy Arnold Bernát Rafael, születési nevén Viklida Arnold (Eger, 1834. augusztus 16. – Budapest, 1911. augusztus 1.) író, újságíró és lapszerkesztő, a Kisfaludy Társaság és a Petőfi Társaság rendes tagja. Vértesy Jenő irodalomtörténetész és Vértessy Kornél mérnök apja, Vértesy Gyula újságíró és tanfelügyelő nagybátyja.

## Élete
Viklida Antal, az egri tanítóképző igazgatója (családi nevét később Vértesire változtatta) és Rusbárszky Franciska fia. Iskoláit Miskolcon végezte. 1849 nyarán honvédként harcolt, részt vett a temesvári csatában. 1852-től a pesti egyetemen orvosi tanulmányokat folytatott, két évvel később azonban jogász lett.
Miután a Hölgyfutárban megjelent első novelláját kedvezően fogadták (A mór király, 1856), végleg az írói pályára szánta el magát. Megrendült egészsége miatt az 1860-as évek végén két évet Olaszországban pihenéssel töltött. Az 1870-es években visszanyert egészséggel és munkakedvvel folytatta írói pályáját. 1874. április 5-én Pesten, a Terézvárosban feleségül vette a nála 22 évvel fiatalabb Kuklay Annát. 1879-ben a fővárosból Debrecenbe költözött, ahol a Debreceni Ellenőr című napilap szerkesztője, majd kiadó-tulajdonosa is volt. A Petőfi Társaság az alapításkor (1876), a Kisfaludy Társaság 1887-ben választotta tagjai sorába. 1888-ban írta hozzávetőleges számítás szerint ezredik novelláját, ez alkalomból Pesten a Petőfi Társaság, Egerben szülővárosa ünnepélyt rendezett. 1889. március 13-án Debrecenben, tizenöt évi házasság után elhunyt neje, Kuklay Anna. Miután Vértesi debreceni vállalkozásával tönkre ment, 1893-ban visszaköltözött a fővárosba és teljesen az irodalomnak élt; tevékeny részt vett az irodalmi mozgalmakban.
Elhunyt 1911. augusztus 1-jén délután fél 3-kor, életének 75. évében. Örök nyugalomra helyezték 1911. augusztus 3-án délután a Kerepesi úti temetőben a római katolikus egyház szertartása szerint.

## Írói munkássága

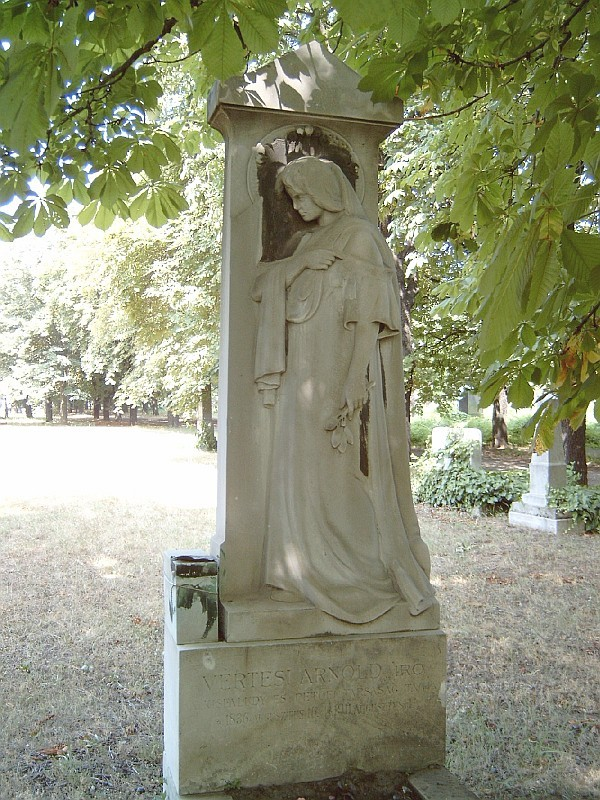
Vertesi Arnold sírja (Fiumei úti sírkert)

Hosszú írói pályáján körülbelül másfélezer novellát, sok történelmi és társadalmi regényt írt. Vérbeli elbeszélőnek bizonyult, a meseszövés érdekességében kevesen versenyezhettek vele kortársai közül. Történeteit erőltetés nélkül ontotta magából, elbeszéléseit könnyed hangvétellel adta elő. Arany János, akinek Koszorújába is írt, őt tartotta Jókai után a legjobban mesélni tudó magyar írónak.
Első elbeszélése megjelenésétől kezdve csaknem minden magyar lapnak munkatársa volt; tudott alkalmazkodni az uralkodó áramlatokhoz. Jókai hatása a népies romantika felé terelte, a vidéki életből merítette rajzainak tárgyát. 1867 után Gyulai Pál realisztikus törekvéseihez csatlakozott. Kiegyezés-kori dzsentri-alakjai ellenszenvesek, jellemzőik a kártya, az ivászat, az adósságok, a vagyon elherdálása. A lecsúszott egyének és típusok egész tömegét mutatta be, bizonyos egyoldalúsággal, hőseit többnyire csak felszínesen jellemezve. Az 1890-es évektől a nagyvárosi tematika és egy újabb, naturalista hangvétel jellemezte novelláit és regényeit. Korának egyik legtermékenyebb írója volt.

## Munkái

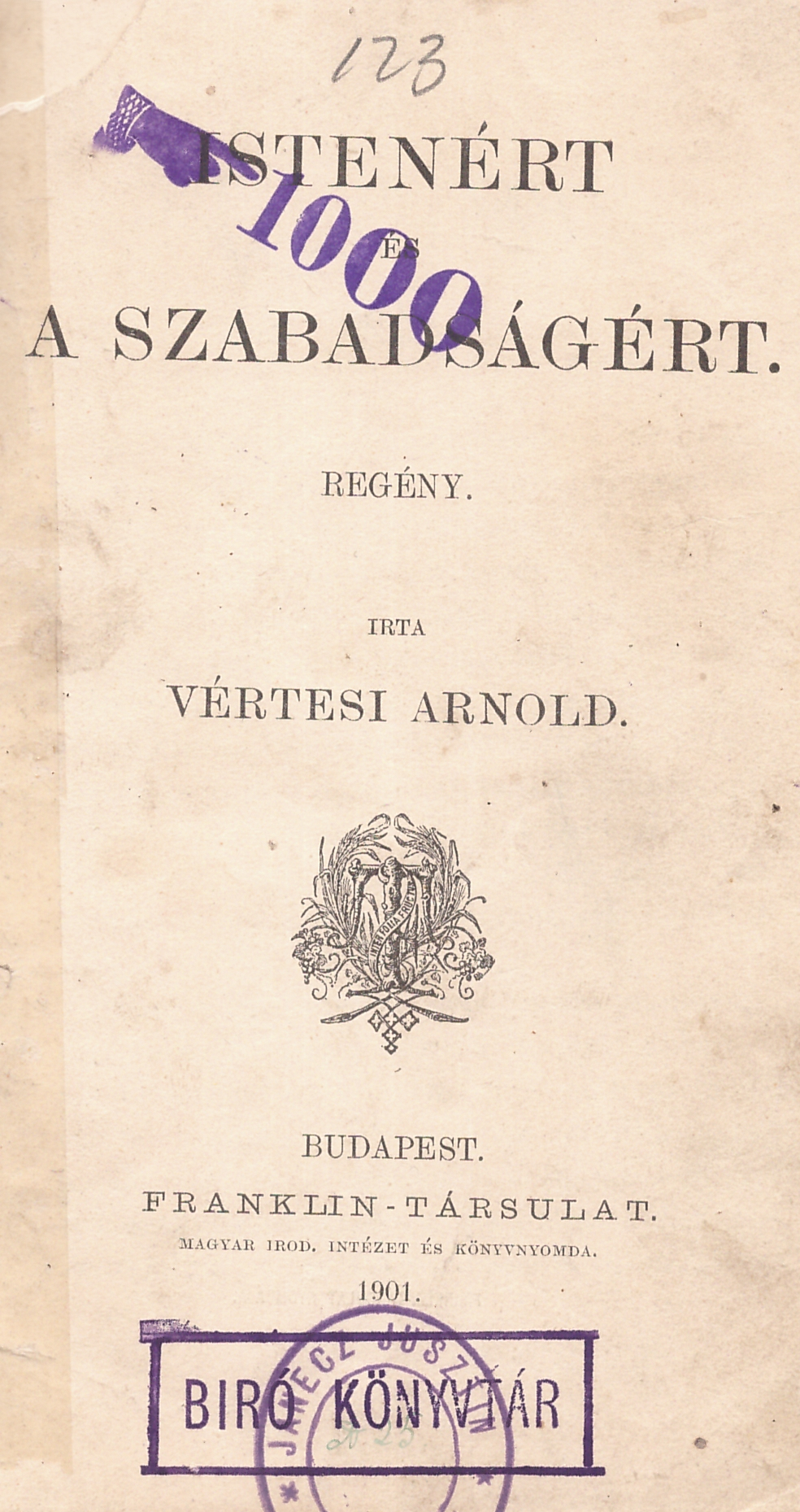
Istenért és szabadságért (1901)

- Történeti beszélyek. Pest, 1859. Két kötet.
- Az 1848-49. magyar hadjárat története.  Írta Rüstow, ford. Pest, 1866. I. kötet. (A II. kötetet Áldor Imre fordította). REAL-EOD
- Széchenyi István és kora.  Írta Falk Miksa. Ford. Pest, 1868. (Áldor Imrével együtt).
- Tíz beszély.  Pest, 1868. Két kötet.
- A dicsőség tengeréből.  Elbeszélések az 1848-49. szabadságharc korából. Pest, 1869.
- Világ folyása.  Elbeszélések. Pest, 1870. Két kötet.
- Beszélyei. Budapest, 1874. Két kötet.
- Nero és az első keresztyén üldözés.  Budapest, 1875.
- A Chancellor Írta Verne Gyula, ford. franciából. Budapest, 1875.
- A természet könyve.  Bernstein. A német műve után ford. Budapest, 1875. (A 3., 4. és 5. füzeteit.).
- Julius Caesar története. Budapest, 1876.
- A Grant kapitány gyermekei. Írta Verne Gyula, ford. Budapest, 1876. Két kötet. (3. kiadás: 1899., 4. kiadás: 1905. Budapest).
- A svájci szabad köztársaság története.  Budapest, 1877.
- Eltévesztett utak.  Regény. Budapest, 1877.
- Híres utazók és híres utazások története. Írta Verne Gyula, ford. Budapest, 1877.
- Egy boldogtalan története.  Daudet után ford. Budapest, 1877. (Névtelenül).
- A rőtszakállú Frigyes története.  Budapest, 1878.
- III. Napoleon.  Budapest, 1878.
- A fölkelő nap országa.  Regényes utazás Japánban. Sok képpel. Budapest, 1878.
- A nyomorúság iskolája.  Regény. Kiadta a Petőfi-társaság. Budapest, 1878.
- Fényes házasság. Regény. Budapest, 1878.
- Öngyilkosok. I. A kik életben maradnak. Debrecen, 1882. (Elbeszélések. 2. kiadás. Budapest, 1885.).
- A kuruc világból.  Két elbeszélés. Debrecen, 1885.
- A jegyző kiassszony.  Elbeszélés. Budapest, 1885.
- Páriák.  Elbeszélések. Budapest, 1885.
- A debreceni diák.  Budapest, 1885.
- Csiricsáry Bertalan úr ő méltósága.  Regény. Budapest, 1887.
- A bojár leánya. Regény. Debrecen, 1888. Két kötet.
- Az ezredik novella.  Budapest, 1888.
- Összes munkái.  Ezer elbeszélés. Debrecen, 1888-91. 15 kötet (171 elbeszélés).
- A fecskefészek.  Regény. Debrecen, 1890.
- Fürdőn.  Regény. Budapest, 1895.
- Mézeshetek.  Regény. Budapest, 1895.
- Mindhiába.  Regény. Budapest, 1896.
- Az ugaros-karádi közbirtokosság.  Regény. Budapest, 1896. Két kötet.
- Kisvárosi történetek.  Budapest, év n.
- A királyi tanácsosék.  Budapest, 1897.
- Előre. Regény. Budapest, 1899.
- Kadocsa Ákos.  Regény. Neogrády Ákos rajzaival. Budapest, 1900.
- A szerencse fia.  Regény. Budapest, 1901.
- Istenért és szabadságért.  Regény. Budapest, 1901.
- Innen-onnan. Elbeszélések. Budapest, 1903.
- Varga Imre. Regény. Budapest, 1903 és 1908. Goró Lajos rajzaival.
- Fölfelé. Regény. Budapest, 1908.

Több munkáját lefordítottak németre, franciára és oroszra. Megpróbálkozott a színműírással is: Az áruló című színműve Kolozsvárt, az Irma úrfi Debrecenben került színre; a Budai Színkörben 1886. június 5-én adták elő.
Szerkesztette a Fekete Leves című élclapot (1861. december); a Harang című hetilapot (1862. február – április); a Divatcsarnok című szépirodalmi hetilapot (1863. január – július); a Képes Világ című hetilapot (1866. áprilistól 1870 végéig); a Magyarország és Nagyvilág című képes hetilapot (1867. április – 1870. november); szerkesztette és kiadta az Ország-Világ című szépirodalmi és ismeretterjesztő hetilapot (1870. december – 1872. január 1.); mint kiadó és tulajdonos szerkesztette a Debreceni Ellenőr című politikai lapot, mely hetenként ötször jelent meg (1878. október – 1893, utóbbi két évben a lap főszerkesztője volt); rövid ideig szerkesztette a Pesti Hirlapot is.